# Hart (Míchigan)
Hart es una ciudad ubicada en el condado de Oceana, Míchigan, Estados Unidos. Según el censo de 2020, tiene una población de 2053 habitantes.
Es la sede de condado. 
Está localizada dentro de los límites territoriales del municipio de Hart (Hart Township), pero es políticamente independiente. 

## Geografía
La ciudad está ubicada en las coordenadas 43°41′48″N 86°22′2″O / 43.69667, -86.36722 (43.696618, -86.367269).  Según la Oficina del Censo de los Estados Unidos, Hart tiene una superficie total de 5,02 km², de la cual 4,60 km² corresponden a tierra firme y 0,42 km² es agua.

## Demografía
Según el censo de 2020, hay 2053 personas residiendo en Hart. La densidad de población es de 446,30 hab./km². El 72,58% de los habitantes son blancos, el 0,68% son afroamericanos, el 2,34% son amerindios, el 0,05% es isleño del Pacífico, el 0,29% son asiáticos, el 12,57% son de otras razas y el 11,50% son de una mezcla de razas. Del total de la población, el 28,79% son hispanos o latinos de cualquier raza.